# Ilse Fürstenberg
Ilse Fürstenberg, född 12 december 1907 i Berlin, död 16 december 1976 i Basel, Schweiz, var en tysk skådespelerska.

## Roller i urval
- 1930 – Blå ängeln
- 1931 – Köpenick-kaptenen
- 1931 – M
- 1932 – Jag vill gifta mig
- 1934 – Csardasfurstinnan
- 1941 – Vem dömer?
- 1943 – Münchhausen
- 1944 – Människor i hamn
- 1954 – Spionchefen Canaris
- 1956 – Kuppen i Köpenick